# Ablerus ciliatus
Ablerus ciliatus is een vliesvleugelig insect uit de familie Aphelinidae. De wetenschappelijke naam is voor het eerst geldig gepubliceerd in 1948 door De Santis.